# Silda (bướm đêm)
Silda  là một chi bướm đêm thuộc họ Noctuidae.